# Мадоне
Мадо̀не (на италиански: Madone; на ломбардски: Madù, Маду) е малкло градче и община в Северна Италия, провинция Бергамо, регион Ломбардия. Разположено е на 202 m надморска височина. Населението на общината е 4058 души (към 2017 г.).